# Leo Losert
Leo Losert (31. oktober 1902 - 22. oktober 1982) var en østrigsk roer.
Losert vandt bronze i dobbeltsculler ved OL 1928 i Amsterdam (sammen med Viktor Flessl). Amerikanerne Paul Costello og Charles McIlvaine vandt guld, mens Joseph Wright jr. og Jack Guest fra Canada tog sølvmedaljerne.

## OL-medaljer
- 1928:  Bronze i dobbeltsculler